# Paul Dirac
Paul Adrien Maurice Dirac (pronuncia inglese [dɪˈræk]; Bristol, 8 agosto 1902 – Tallahassee, 20 ottobre 1984) è stato un fisico britannico.
Premio Nobel per la fisica nel 1933 (insieme a Erwin Schrödinger) per "la scoperta di nuove fruttuose forme della teoria atomica", diede contributi fondamentali allo sviluppo della meccanica quantistica e alla teoria quantistica dei campi, formulando, fra l'altro, l'omonima equazione e predicendo l'esistenza dell'antimateria. È considerato uno dei più importanti fisici del ventesimo secolo.
Giudicato dai suoi amici e colleghi di carattere insolito (in una lettera del 1926 a Paul Ehrenfest, Albert Einstein scrisse di lui: «Questo equilibrio sul vertiginoso percorso tra il genio e la pazzia è impressionante»), fu professore lucasiano di matematica all'Università di Cambridge, membro del Center for Theoretical Studies dell'Università di Miami e trascorse gli ultimi dieci anni della vita all'Università statale della Florida.

## Biografia
Nacque da una famiglia di origine svizzera, formata dal padre Charles, insegnante di francese, dalla madre Florence e da due fratelli. Ricevette un'educazione rigida per le tendenze autoritarie del padre.
Frequentò la Bishop Road Junior School di Bristol, dove fu compagno di classe di Cary Grant. Dimostrò sin da piccolo grande predisposizione per la matematica e a dodici anni si iscrisse al Merchant Venturers Technical College, una scuola moderna di indirizzo tecnico-scientifico. Si iscrisse poi all'Engineering College dell'Università di Bristol, dove conseguì la laurea in ingegneria elettrica nel 1921. Nel 1926 ottenne il PhD all'Università di Cambridge in matematica applicata e fisica teorica. Dopo un periodo nelle università americane, diventò professore lucasiano di matematica a Cambridge nel 1932.
Nel 1926 sviluppò una formalizzazione della meccanica quantistica basata sull'algebra non commutativa di operatori. Nello stesso anno contribuì a formulare la statistica di Fermi-Dirac, relativa ai fermioni. Nel 1928, partendo dai lavori di Wolfgang Pauli sui sistemi non relativistici con spin, in una serie di articoli derivò l'equazione che porta il suo nome, che descrive l'elettrone da un punto di vista relativistico in una teoria di grande semplicità. La sorprendente intuizione d'attribuire un significato fisico alle soluzioni a energia negativa della sua equazione gli permise nel 1930 di predire l'esistenza del positrone.
Nel suo Principi di Meccanica Quantistica, pubblicato nel 1930, introdusse gli operatori lineari come generalizzazione delle formalizzazioni di Werner Heisenberg e Erwin Schrödinger; introdusse anche la distribuzione nota come delta di Dirac e ipotizzò l'esistenza di una particella con carica magnetica isolata, ribattezzata monopolo magnetico. Un altro importante risultato fu l'introduzione della notazione bra-ket, che consentì di inserire nella meccanica quantistica la matematica degli spazi vettoriali.

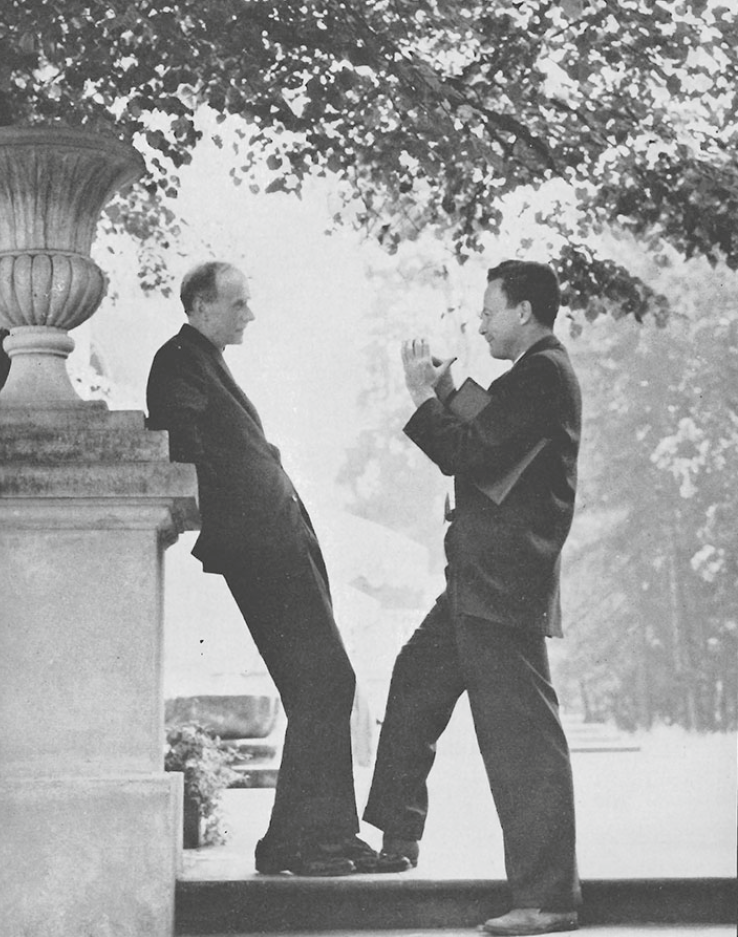
Dirac con Richard Feynman nel 1962

Nel 1933, in condivisione con Erwin Schrödinger, ricevette il premio Nobel per la fisica «per la scoperta di nuove, fruttuose forme della teoria atomica». Negli anni successivi si occupò di teorie di campo e soprattutto cercò le equazioni più adatte per l'elettrodinamica quantistica; nel 1938 ideò un modello relativistico classico dell'elettrone nel tentativo di rinvigorire quello proposto da Lorentz.
Intorno agli anni settanta Dirac ritornò sui suoi studi cosmologici per esporre una sua interpretazione delle coincidenze cosmologiche che riguardano alcuni rapporti adimensionali di certe costanti fondamentali (gravità, costante di Planck, velocità della luce, massa e carica delle particelle subatomiche). Negli ultimi anni insegnò all'Università statale della Florida.
Più di qualsiasi altro fisico suo contemporaneo assegnò al concetto di "bellezza matematica" un ruolo preminente tra gli aspetti fondamentali della natura, fino a sostenere che "una teoria che includa la bellezza matematica ha più probabilità di essere giusta e corretta rispetto ad una teoria sgradevole, pur confermata dai dati sperimentali". In suo onore fu istituito il Premio Dirac.
Considerato uno scapolo predestinato, nel 1937 sposò Margit Wigner, sorella del collega Eugene Wigner. Tra le sue passioni, i viaggi e le passeggiate in montagna.

## Personalità
Di carattere schivo, estremamente timido, a volte ruvido e poco portato all'empatia, secondo alcuni con una forma leggera di autismo, Dirac era noto per l'estrema riluttanza a parlare. I suoi colleghi a Cambridge avevano istituito ironicamente il "dirac" come unità di misura della loquacità: un dirac valeva l'emissione di una parola all'ora.
Un aneddoto raccontato da George Gamow a Arthur Koestler riguarda la lettura del romanzo Delitto e castigo di Dostoevskij, la cui traduzione in inglese gli fu fornita dal fisico russo Peter Kapica. Quando gli chiese che cosa ne pensasse egli rispose: «Niente male. Ma in un capitolo l'autore ha fatto uno sbaglio. Ha raccontato che il sole è sorto due volte nello stesso giorno.» Fu il suo unico commento alle oltre 600 pagine del romanzo.

## Opere principali
- The Principles of Quantum Mechanics, 4th Edition, At the Clarendon Press, Oxford, UK, 1958 (trad. it.: I principi della meccanica quantistica, I edizione italiana, Editore Boringhieri, Torino, 1959).